# Ángelo Quiñones
Ángelo Nataniel Quiñones Tapia (Catemu, Región de Valparaíso, Chile, 20 de julio de 1998) es un futbolista chileno que juega de mediocampista. Actualmente milita en Unión San Felipe.

## Trayectoria
Llegó a las divisiones inferiores del Santiago Wanderers de Valparaíso el 2013 desde el club amateur Carmelo de Praga de su ciudad natal. Tras destacar y campeonar en las series menores pasaría al primer equipo porteño durante el Clausura 2016 en la victoria de los caturros frente a la Universidad de Chile donde no llegaría a debutar, el debut se daría durante la Copa Chile 2016 en un partido frente a Deportes La Serena y jugaría su primer partido como titular en la primera fecha del Apertura 2016 para luego alternar en dicha condición.
A comienzos del Clausura 2017 sufriría un corte de ligamento cruzado además de una rotura de meniscos quedando fuera por todo ese torneo junto con el Transición siendo de todas formas parte del plantel que obtuvo la Copa Chile 2017 y a finales de año descendió a la segunda categoría del fútbol chileno. Regresaría a las canchas a fines de marzo de 2018 en la séptima fecha de la Primera B después de más de un año sin jugar.
Para la temporada 2019 fue enviado a préstamo a Unión La Calera, donde tuvo dificultades para entrar al equipo titular, disputando solo 2 partidos ese año. Al año siguiente vuelve a Santiago Wanderers, donde sufrió una rotura del ligamento cruzado durante la pretemporada, lesión que lo mantuvo fuera de las canchas hasta la mitad del torneo; solo fue considerado como suplente en 2 ocasiones, aunque no disputó minutos. Al final de la temporada fue descartado.
Como agente libre pudo fichar en Deportes La Serena para disputar la Primera División de 2021. Allí sería una opción regular en la banca, llegando a disputar varios partidos entrando como suplente; situación que se mantendría durante la temporada 2022. A fin de año es descartado nuevamente, quedando sin club durante todo el año 2023.
En marzo de 2024 es confirmado como uno de los refuerzos de Unión San Felipe de la Primera B.

## Selección nacional
Fue internacional con la Selección de fútbol sub-17 de Chile en torneos amistosos, también fue parte de la pre-nómina que disputaría más tarde la Copa Mundial de Fútbol Sub-17 de 2015 pero quedaría fuera por lesión. Desde 2016 también fue parte de la Selección de fútbol sub-20 de Chile pero no llegó a disputar torneos oficiales con ella.

## Estadísticas

### Clubes
| Club                       | Div.          | Temporada     | Liga  | Liga  | Copas nacionales | Copas nacionales | Torneos internacionales | Torneos internacionales | Total | Total |
| Club                       | Div.          | Temporada     | Part. | Goles | Part.            | Goles            | Part.                   | Goles                   | Part. | Goles |
| -------------------------- | ------------- | ------------- | ----- | ----- | ---------------- | ---------------- | ----------------------- | ----------------------- | ----- | ----- |
| Santiago Wanderers · Chile | 1ª            | 2016-17       | 15    | 0     | 1                | 0                | —                       | —                       | 16    | 0     |
| Santiago Wanderers · Chile | 1ª            | 2017          | —     | —     | —                | —                | —                       | —                       | 0     | 0     |
| Santiago Wanderers · Chile | 2ª            | 2018          | 6     | 0     | 2                | 0                | —                       | —                       | 8     | 0     |
| Santiago Wanderers · Chile | 1ª            | 2020          | —     | —     | —                | —                | —                       | —                       | 0     | 0     |
| Santiago Wanderers · Chile | Total club    | Total club    | 21    | 0     | 3                | 0                | 0                       | 0                       | 24    | 0     |
| Unión La Calera · Chile    | 1ª            | 2019          | 2     | 0     | —                | —                | —                       | —                       | 2     | 0     |
| Unión La Calera · Chile    | Total club    | Total club    | 2     | 0     | 0                | 0                | 0                       | 0                       | 2     | 0     |
| Deportes La Serena · Chile | 1ª            | 2021          | 7     | 0     | 3                | 0                | —                       | —                       | 10    | 0     |
| Deportes La Serena · Chile | 1ª            | 2022          | 5     | 0     | —                | —                | —                       | —                       | 5     | 0     |
| Deportes La Serena · Chile | Total club    | Total club    | 12    | 0     | 3                | 0                | 0                       | 0                       | 15    | 0     |
| Unión San Felipe · Chile   | 2ª            | 2024          | 11    | 0     | 1                | 0                | —                       | —                       | 12    | 0     |
| Unión San Felipe · Chile   | Total club    | Total club    | 11    | 0     | 1                | 0                | 0                       | 0                       | 12    | 0     |
| Total carrera              | Total carrera | Total carrera | 46    | 0     | 7                | 0                | 0                       | 0                       | 53    | 0     |
| 1. 2.                      |               |               |       |       |                  |                  |                         |                         |       |       |

### Resumen estadístico
| Competición      | Partidos | Goles |
| ---------------- | -------- | ----- |
| Primera División | 29       | 0     |
| Primera B        | 17       | 0     |
| Copa Chile       | 7        | 0     |
| Total            | 53       | 0     |